# رونالد لي بوخ
رونالد لي بوخ (بالإنجليزية: Ronald Lee Buch)‏ هو قاضي ومحامي أمريكي، ولد في 20 سبتمبر 1965 في فلينت في الولايات المتحدة.